# 戈扬迪拉
戈扬迪拉是巴西戈亚斯州的一个市镇。总面积560.707平方公里，总人口4716人，人口密度8.4人/平方公里。